# Додж Вайпър
„Додж Вайпър“ (на английски: Dodge Viper) е модел американски спортни автомобили, произвеждани в заводите на „Додж“ (подразделение на „Фиат Крайслер“) в Детройт след 1991 година.
Това е двуместен спортен автомобил, чието проектиране започва в края на 1980-те години. Производството е прекъсвано няколко пъти, като по време на Световната финансова криза (2008 – 2011) от „Крайслер“ се обмисля окончателното му спиране поради финансовите му проблеми, но впоследствие е обявено пускането в производство на нова модификация.